# Cyrk motyli
Cyrk motyli – niezależny film krótkometrażowy z 2009 roku. Producentem filmu jest Joshua Weigel. Jest on również autorem scenariusza, wraz ze swoją żoną Rebeką. Film wygrał wiele nagród, poczynając od Clint Eastwood Filmmaker Award, 2010 Carmel Film & Art Festival poprzez Best Short Film, 2010 Method Fest, Audience Favorite (Short Film) – 2010 Heartland Film Festival czy Best Short Film & Crystal Heart Award, 2010 Heartland Film Festival, kończąc na Cinematic Achievement Award, 2010 Thess International Short Film Festival.
Akcja filmu dzieje się w czasach Wielkiego Kryzysu i przedstawia grupę cyrkową, która podróżuje ze swoimi występami i podnosi ludzi na duchu. Podczas wizyty w przydrożnym cyrku spotykają człowieka bez kończyn, który postanawia przyłączyć się do nich, by poprawić swój los. W filmie między innymi występują Eduardo Verástegui jako pan Mendez, Nick Vujicic jako Will i Doug Jones jako Otto. Istnieją plany aby Cyrk motyli stał się filmem pełnometrażowym.